# Горелик, Александр Зельманович
Александр Зельманович Горелик (31 мая 1923, Харьков — 17 февраля 1981, Москва) — советский актёр оперетты, народный артист РСФСР.

## Биография
Александр Зельманович Горелик родился 31 мая 1923 года в Харькове, участвовал в художественной самодеятельности.
В 1944—1961 годах был актёром театров музыкальной комедии Перми, Баку, Ростова-на-Дону, Новосибирска. В 1960—1962 годах занимался на Высших режиссёрских курсах ГИТИСа.
С 1962 года — артист Московского театра оперетты.
Умер 17 февраля 1981 года в Москве. Похоронен на Востряковском кладбище.

## Награды и премии
- Заслуженный артист РСФСР (1957).
- Народный артист РСФСР (1978).

## Работы в театре
- «Летучая мышь» И. Штрауса — Генрих Айзенштейн
- «Весёлая вдова» Ф. Легара — граф Данило
- «Сильва» И. Кальмана — Ферри
- «Моя прекрасная леди» Ф. Лоу — Генри Хиггинс
- «Орфей в аду» Ж. Оффенбаха — Зевс
- «Сто чертей и одна девушка» Т. Хренникова — Агафон
- «Поцелуй Чаниты» Ю. Милютина — Чезаре
- «Девичий переполох» Ю. Милютина — Воевода
- «Цыган — премьер» И. Кальмана — Папа
- «Москва — Париж — Москва» В. Мурадели — генерал Волховитинов
- «Белая ночь» Т. Хренникова — Распутин
- «Куба — любовь моя» Рауфа Гаджиева — Рауль

## Фильмография

### Актёр
- 1974 — Поцелуй Чаниты — Чезаре
- 1975 — Девичий переполох (текеспектакль) — Иван Афанасьевич Охлябин-Сусло, воевода
- 1977 — Дом под жарким солнцем — эпизод

### Вокал
- 1969 — Тихая семейка (текеспектакль) — эпизод